# Cerro Cervantes
El cerro Cervantes  es una montaña en el campo de hielo patagónico sur con una altitud de 2380 metros sobre el nivel del mar o 680 metros sobre el terreno circundante. Sus estribaciones tienen unos 5,6 kilómetros de ancho. Se encuentra en la provincia de Santa Cruz, Argentina y forma parte del parque nacional Los Glaciares. Previamente al acuerdo de 1998 entre Argentina y Chile este cerro era considerado como limítrofe por Chile.
El terreno alrededor del Cerro Cervantes es montañoso en el este, pero en el oeste es montañoso. La zona más alta de la zona tiene una altitud de 2773 metros y se encuentra a 10,7 km al sur del Cerro Cervantes. Menos de 2 personas por kilómetro cuadrado en los alrededores del Cerro Cervantes. No hay un poblado en los alrededores.
El Cerro Cervantes está cubierto casi completamente de hielo. El clima es ártico. La temperatura media es de -9 °C . El mes más cálido es diciembre, a -5 °C , y el más frío es julio, a -14 °C.
En 1898 el cerro era entendido por los peritos de Argentina y Chile con el nombre de cerro Stokes.

## Etimología
Recibe su nombre del intelectual español Miguel de Cervantes.

## Historia
Tras la firma del tratado de 1881 entre Argentina y Chile, el límite en la zona fue definido en 1898 por los peritos encargados de demarcar, Francisco Pascasio Moreno de Argentina y Diego Barros Arana de Chile. El Stokes (reconocido en la ubicación del Cervantes) fue declarado un hito fronterizo. Los peritos no tuvieron diferencias en la zona entre el monte Fitz Roy y el cerro Stokes a diferencia de los otros territorios que fueron sometidos a arbitraje en el laudo de 1902. Se definió el límite sobre los siguientes hitos montañosos y su continuidad natural: Fitz Roy, Torre, Huemul, Campana, Agassiz, Heim, Mayo y Stokes. Chile lo ha defendido como hito fronterizo.
En 1998 se firma el «Acuerdo entre la República de Chile y la República Argentina para precisar el recorrido del límite desde el Monte Fitz-Roy hasta el Cerro Daudet», definiéndose la sección A y una pequeña parte de la B, quedando pendiente la zona entre el Fitz Roy y el Murallón.